# Pontaubault
Pontaubault is een gemeente in het Franse departement Manche (regio Normandië) en telt 469 inwoners (2005). De plaats maakt deel uit van het arrondissement Avranches.

## Geografie
De oppervlakte van Pontaubault bedraagt 1,9 km², de bevolkingsdichtheid is 246,8 inwoners per km².
De onderstaande kaart toont de ligging van Pontaubault met de belangrijkste infrastructuur en aangrenzende gemeenten.

## Demografie
Onderstaande figuur toont het verloop van het inwonertal (bron: INSEE-tellingen).

1. ↑  Populations de référence 2022.